# Cratere Capen
Capen  è un cratere sulla superficie di Marte.